# Michael Leib

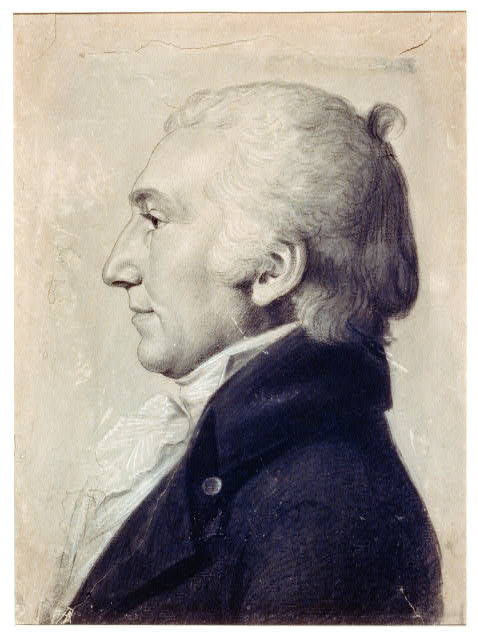
Michael Leib

Michael Leib (* 8. Januar 1760 in Philadelphia; † 8. Dezember 1822 ebenda) war ein US-amerikanischer Politiker (Demokratisch-Republikanische Partei). Er vertrat den Bundesstaat Pennsylvania in beiden Kammern des US-Kongresses.
Nach dem Schulbesuch studierte Leib Medizin und arbeitete als Arzt in Philadelphia. Während des Unabhängigkeitskrieges diente er als Chirurg in der Miliz von Philadelphia; später war er in mehreren Krankenhäusern seiner Heimatstadt tätig.
1793 gehörte er einem Committee of Correspondence an, einer Körperschaft, die zur Koordination der Politik der Dreizehn Kolonien diente. Von 1795 bis 1798 war er Abgeordneter im Repräsentantenhaus von Pennsylvania. Nach erfolgreicher Wahl im Jahr 1798 und mehrfacher Bestätigung vertrat Leib seinen Staat vom 4. März 1799 bis zum 14. Februar 1806 im US-Repräsentantenhaus, als er sein Mandat niederlegte. Eine weitere Amtszeit im Parlament von Pennsylvania schloss sich von 1806 bis 1808 an.
Schließlich wurde Michael Leib 1808 in den US-Senat gewählt, wo er den Platz des zurückgetretenen Samuel Maclay einnahm. Seine Amtszeit begann am 9. Januar 1809 und endete mit seinem Rücktritt am 14. Februar 1814. Er übernahm die Aufgabe des Postmeisters von Philadelphia, was er bis 1815 blieb. Von 1817 bis 1818 war er zum dritten Mal im Repräsentantenhaus seines Staates; zwischen 1818 und 1821 gehörte er dann dem Senat von Pennsylvania an.
Im November 1822 übernahm Leib das Amt eines Notars am US-Bezirksgericht von Philadelphia, doch bereits im folgenden Monat starb er.